# Nēnēs
Nēnēs (ネーネーズ) est un groupe japonais de musique traditionnelle, originaire de la préfecture d'Okinawa.

## Histoire
Formé en 1990 par China Sadao (japonais : 知名定男) et originaire d'Okinawa, le groupe (dont le nom Nēnēs veut dire Sœurs en okinawanais) est un quatuor féminin (composé d'Ayumi Yonaha, Ayano Higa, Nagisa Uehara et Izumi Kinjō) chantant principalement de la folk traditionnelle d'Okinawa en costume traditionnel accompagné de Sanshin.
Après la sortie de leur premier album Ikawū en 1991 chez Disc Akabana, le groupe décroche un contrat d'enregistrement avec Sony Records (ainsi qu'une collaboration avec Ryūichi Sakamoto) pour 6 albums et ce jusqu'en 1996. Le groupe effectue une tournée en Europe et à New York en 1994.
Plusieurs chansons du groupe issues de l'album Nārabi, sorti en 1995, sont utilisées comme fond sonore dans les animés du manga GTO (Great Teacher Onizuka) (épisodes 36, 37 et 40) lorsque l'action se déroule sur Ishigaki-jima.
Le groupe se produit encore régulièrement au Live House Shima-Uta à Naha, Okinawa. En 2016, le groupe célèbre le 25e anniversaire de son premier CD et sort Dikka le jour du Nouvel An, avec des chansons folkloriques d'Okinawa et de nouvelles chansons écrites par les membres. Le 16 janvier de la même année, les membres de la se produisent pour la première fois à l'étranger, lors du « J-Music LAB 2016 in Taipei » au Huashan 1914 Cultural and Creative Industry Park (version chinoise) (anciennement Taipei Liquor Factory), à Taipei, Taïwan, avec Miliyah Kato, Hanako Oku, Psycho le Cemu et d'autres. Après avoir interprété quatre chansons, dont leur chanson fétiche Golden Flower et leur nouvelle chanson Yagamaya, ils organisent un événement social.
Les membres actuels rejoignent le groupe en alternance avec la remise des diplômes des membres de la cinquième période, de sorte qu'il y a des périodes où les membres de la cinquième et de la sixième période sont mélangés.

## Membres
| Membres originaux 1990–1997 | Misako Koja Yasuko Yoshida Namiko Miyazato Yukino Hiyane | 古謝 美佐子 吉田 康子 宮里 奈美子 比屋根 幸乃 |
| 1997–1999                   | Yasuko Yoshida Namiko Miyazato Yukino Hiyane Eriko Touma | 吉田 康子 宮里 奈美子 比屋根 幸乃 當眞 江里子 |
| 1999–2003                   | Ryōko Koyama Erina Miyagi Kiyoka Ikei Keiko Hirata       | 小山 良子 宮城 江利奈 伊計 季代花 平田 桂子   |
| 2004–                       | Ayumi Yonaha Ayano Higa Nagisa Uehara Izumi Kinjō        | 與那覇 歩 比嘉 綾乃 上原 渚 金城 泉           |

## Discographie
| Année | Titre                                         | Titre en japonais                                         | Label              |
| ----- | --------------------------------------------- | --------------------------------------------------------- | ------------------ |
| 1991  | Ikawū                                         | 行かう                                                    | Disc Akabana       |
| 1992  | Yunta                                         | ユン                                                      | Sony Records       |
| 1993  | Ashibi                                        | あしび                                                    | Sony Records       |
| 1994  | Koza Dabasa                                   | コザdabasa                                                | Sony Records       |
| 1995  | Nārabi                                        | なーらび                                                  | Sony Records       |
| 1995  | Natsu – Urizun                                | 夏 ～ うりずん                                            | Sony Records       |
| 1996  | Koza – Nēnēs Best Collection                  | コザ ～ ネーネーズ・ベスト・コレクション                  | Sony Records       |
| 1997  | Akemodoro – Unai                              | 明けもどろ ～ うない                                      | Antinos Records    |
| 1997  | Okinawa – Memorial Nēnēs                      | オキナワ ～ メモリアル・ネーネーズ                        | Antinos Records    |
| 2000  | Okinawa – Memorial Nēnēs                      | オキナワ ～ メモリアル・ネーネーズ                        | Antinos Records    |
| 2002  | Chura Uta                                     | 美らうた                                                  | DIG Records        |
| 2002  | Saudade Okinawa – Healing Selection           | サウダージ・オキナワ ～ ヒーリングセレクション            | Epic Records Japan |
| 2002  | Saudade Uchinā – Nēnēs and Friends Collection | サウダージ・ウチナー ～ ネーネーズ&フレンズ・セレクション | Ki/oon Records     |
| 2004  | Nēnēs Golden Best                             | ネーネーズ GOLDEN☆BEST                                    | Sony Records       |
| 2004  | Shū                                           | 愁                                                        | DIG Records        |
| 2004  | Sai                                           | 彩                                                        | DIG Records        |